# Яница (озеро)
Яница (греч. Λίμνη των Γιαννιτσών), также Лудиас (Лудий, Λίμνη Λουδία) — осушенное озеро в греческой Македонии, на Салоникской равнине (равнине Камбания), к западу от Салоник и к югу от древней Пеллы. Образовалось из-за усиленной аккумуляции наносов.

## История
Залив Термаикос был сушей в конце плейстоцена. В голоцене, после того как уровень моря поднялся из-за таяния ледников, вода затопила всю Салоникскую равнину, доходя до горного хребта Пайкон на севере.
В V веке до н. э. современный город Скидра и древняя Пелла были приморскими городами. В неолите и в исторический период дельты рек Аксиос (Вардар) и Альякмон, Могленицас и Галикос быстро менялись. Устья значительно сместились, в новых эстуариях быстро откладывались наносы. Аксиос и Галикос образовали протяженную дельту между Салониками и Яницей, с тенденцией разделить пополам северную часть морского залива.
В течение нескольких сотен лет дельты рек Аксиос, Галикос и Альякмон объединились, образуя новую сушу, которая разделила пополам залив Термаикос. Внутренняя часть сначала превратилась в лагуну с солоноватой водой, а позже, когда она была полностью отрезана от залива Термаикос, превратилась в болото. Затем образовалось озеро Яница. Площадь озера была 10 000 стремм (10 км²), площадь болотных угодий составляла 340 000 стремм (340 км²). Растительность была густой и богатой, что делало озеро недоступным.
В древности озеро называлось Борбор (лат. Borborus), как явствует из эпиграммы, в которой Феокрит из Хиоса упрекает Аристотеля в том, что он предпочел резиденцию около Борбора резиденции Академии:
Пуст Аристотеля ум, и пустую он ставит гробницу,

Евнух Гермий, тебе, бывший Евбуловский раб!

От ненасытного брюха покинул он сад Академа,

Чтобы найти свой приют там, где мутится Борбор.
Страбон называет озеро Лудий.
Озеро было глубоким и чистым, затем превратилось в болото. Река Лудиас до Пеллы, в которой находилась царская резиденция, была судоходной.
Во время борьбы за Македонию 1904—1908 годов озеро стало местом военных действий между болгарскими и греческими отрядами. Контроль над озером и его островками означал и контроль над прилегающим регионом. Военные действия носили специфический характер, велись на плоскодонках за контроль над базами-шалашами на островках и на сваях. Военные действия прекратились в 1908 году с уходом болгар.
Озеро Яница было осушено в 1928—1936 годах американской компанией New York Company Foundation за счёт строительства большого искусственного канала, названного по древнему названию реки Лудий. Осушение озеро добавило в земельный фонд 288 750 стремм (288,75 км²). Был также построен канал, по которому река Могленицас впадает в реку Альякмон.